# Fontarèches
Fontarèches is een gemeente in het Franse departement Gard (regio Occitanie) en telt 223 inwoners (2005). De plaats maakt deel uit van het arrondissement Nîmes.

## Geografie
De oppervlakte van Fontarèches bedraagt 13,5 km², de bevolkingsdichtheid is 16,5 inwoners per km².
De onderstaande kaart toont de ligging van Fontarèches met de belangrijkste infrastructuur en aangrenzende gemeenten.

## Demografie
Onderstaande figuur toont het verloop van het inwonertal (bron: INSEE-tellingen).